# Marie-Antoinette de Geuser
Marie-Antoinette de Geuser, dite Consummata, née au Havre le 20 avril 1889 et décédée au Havre le 22 juin 1918, est une religieuse française. 
En contact étroit avec le Carmel, son état de santé et les événements de la Grande Guerre ne lui ont toutefois pas permis d’y prononcer ses vœux. 
Elle a laissé des notes et de la correspondance qui constituent des témoignages remarquables de la spiritualité carmélitaine, dans le sillage de Thérèse de Lisieux et d’Élisabeth de la Trinité. 

## Biographie
Marie-Antoinette de Geuser est la fille de René de Geuser, armateur, et son épouse, née Renée Loyzeau de Grandmaison. Elle est l’aînée de leurs douze enfants. (Marie-Antoinette, Henri, Georges (Mort pour la France 1914-1918), Louis, Michel, Hubert (Mort pour la France 1914-1918), Jean, François, René, Marie-Magdeleine, Alfred et Thérèse)
Nombreuses ont été les vocations dans cette famille. Deux oncles paternels sont l'un chartreux et l'autre chanoine. Deux de ses oncles maternels sont jésuites (Léonce et Anatole Loyzeau de Grandmaison) et une tante carmélite (Françoise Loyzeau de Grandmaison, Prieure au Carmel du Mans). Quatre de ses frères seront eux aussi religieux.  
Marie-Antoinette est, dès l’enfance, d’une santé très fragile. Elle manque de mourir en 1906 des suites d’une appendicite. 
C’est durant l’été 1906 que se précise sa vocation : « Le 21 septembre il se passa quelque chose que je ne saurais vous dire au juste. […] De ce moment plus de doute : la lumière de mon enfance était bien divine… Je m’y livrai toute entière. » (lettre du 15 juin 1910 à la prieure du carmel de Pontoise). Le 31 octobre qui suit, elle décide de se vouer à vie contemplative. 
Marie-Antoinette de Geuser se tourne vers le Carmel. Elle correspondra avec Marie-Thérèse du Sacré-Cœur, du carmel de Pontoise de 1910 à 1917. Elle reçoit en religion le nom de Marie de la Trinité. 
En 1914, puis à nouveau en 1915, elle traverse de graves problèmes de santé qui l’obligent à mener chez ses parents une vie de recluse.
De plus en plus souvent, elle signe ses lettres du nom de Consummata.
Elle meurt le 22 juin 1918 sans avoir pu prononcer ses vœux.

## Reconnaissance posthume
Le père Raoul Plus, jésuite, publie en 1921 sous le nom de Consummata un ensemble de textes extraits de ses carnets et de sa correspondance. Le livre connaît de nombreuses rééditions.  
En 1928, le père Plus révèle dans un nouveau livre le nom et la biographie de Marie-Antoinette de Geuser.
Deux ans plus tard, en 1930, paraît un troisième livre : les Lettres de ‘‘Consummata’’ à une carmélite.
Ensemble, ces trois ouvrages assurent à  Marie-Antoinette de Geuser une grande renommée. Des traductions paraissent en allemand, en espagnol, en hollandais, en italien, en portugais, etc.  
Ses textes sont lus et appréciés par Edith Stein qui les emporte avec elle lorsqu’elle doit fuir l’Allemagne nazie, le 31 décembre 1938. 
Hans Urs von Balthasar la cite à de nombreuses reprises sous le nom de Consummata dans les carnets intimes qui seront publiés dans leur forme définitive en 1989 sous le titre Das Weizenkorn .

### Textes de Marie-Antoinette de Geuser
- Jusqu'aux sommets de l'union divine : "Consummata", lettres et notes spirituelles, introduction par le P. Raoul Plus, Toulouse, Apostolat de la prière, 1921, 284 p. ; rééd. 1929 (254 p.), puis 1946 (212 p.).
- Marie de la Trinité : lettres de "Consummata" à une carmélite, Carmel d'Avignon, 1931, 286 p.
- Lettres au Père Anatole de Grandmaison, son directeur, présentation du P. Louis de Geuser, Paris, Beauchesne, 1977, 240 p.
- Lettres à ses frères, introduction du P. André Ravier en collab. avec les P. Louis de Geuser et Paul Duclos, Paris, Éditions du Cerf, 1982, 232 p.
- Notes spirituelles, préface de Didier-Marie Golay, ocd, Paris-Orbey, Éditions Arfuyen, 2011, 174 p.
- "L'Amour simplifie tout", lettres à une carmélite, préface de Didier-Marie Golay, ocd, Paris-Orbey, Éditions Arfuyen, 2017, 160 p.

### Ouvrages et articles sur Marie-Antoinette de Geuser
- Raoul Plus, Marie-Antoinette de Geuser, vie de « Consummata », Toulouse, Apostolat de la prière, 1928, 316 p. ; rééd. 1933.
- "Marie-Antoine de GEUSER" - Article de presse dans le journal La Croix - 1930/05/04 (Numéro 14472)-1930/05/05. La Croix
- Marie-Térèse Guignet, Une expérience mystique : Marie-Antoinette de Geuser (Thèse principale pour le doctorat ès Lettres présentée à la Faculté des Lettres de l'université de Grenoble), Paris, Desclée De Brouwer, 1939, 2 vol., 175 p. et 95 p. ; le premier vol. a été réédité chez le même éditeur, en 1941, sous le même titre, en un vol. de 296 p.
- "Une expérience mystique - Marie-Antoine de GEUSER" - Article de presse dans le journal La Croix - PAGE 3 - 1942/08/01 (Numéro 18258)-1942/08/02. La Croix
- Marie-Paule Vachez et Élisabeth Rimaud, Un itinéraire mystique : de Marie-Antoinette de Geuser à Consummata, Genève, Claude Martingay, 1974, 408 p. (coll. Ad Solem).
- Élisabeth Rimaud, "De Marie-Antoinette de Geuser à Consummata", in Revue du Rosaire (Saint-Maximin-la-Sainte-Baume), 55e année, n° 7, juillet 1975, p. 199-217.
- "de Marie-Antoinette de Geuser à Consummata" - Mensuelle - Juillet 1975 - 55e Année - n°7 - REVUE DU ROSAIRE